# 陳可辛
陳可辛（英語：Peter Ho-sun Chan，1962年11月28日—），香港電影導演、监制、编剧，初期以爱情电影见长，后北上中国内地发展，涉猎歌舞、战争、武侠、传记等不同题材。代表作品包括《甜蜜蜜》《金枝玉葉》《如果·爱》等。陳可辛也是首位在金馬獎、香港电影金像獎以及中国电影金雞獎均获得最佳导演的華語大滿貫導演。

## 生平
陳可辛出生于香港，父親是泰國華人、電影導演及編劇陳銅民，自幼在尖沙咀长大，曾就讀香港基教書院（小學部），10岁时已在父亲执导的电影《赤胆好汉》客串出演男主角义士的儿子。12岁时随父亲移居泰國。18歲時到美國洛杉矶读大学，最初听从父亲意愿选择酒店管理专业，后转到电影专业。
1983年，尚未毕业的陳可辛返回香港，最初到嘉禾电影公司做暑假工，后正式进入电影圈，因精通泰语擔任吳宇森电影《英雄無淚》的助導及翻譯，又擔任成龍主演的多部電影的助導與製片工作，在担任《龙兄虎弟》制片结识曾志偉，获其赏识加盟好朋友公司，1989年監製首部作品《神行太保》。1991年，首次担任导演，执导《雙城故事》。1992年，與曾志偉、鍾珍等合組電影人製作有限公司（UFO），製作了《金枝玉葉》、《風塵三俠》等一批以都市爱情生活为主要题材的影片。1996年，陈可辛执导了被视为其职业生涯的里程碑作品《甜蜜蜜》，该片横扫当年金馬獎、香港電影金像獎以及亞太影展各大重要奖项。
1999年，UFO散伙后，陈可辛应斯皮尔伯格邀请到好莱坞发展，拍摄爱情电影《情书》，2000年返港，與陳德森和馮意清成立Applause Pictures，結合融資和跨國製作的理念，致力推動「泛亞洲」製作，監製了泰國電影《晚孃》及南韓電影《春逝》，以《三更》《見鬼》系列首次挑战恐怖电影题材，本土题材电影《金雞》也都叫好叫座。
2005年，陳可辛決定正式進軍中国內地市場，把工作重心转移到北京，首部作品歌舞片《如果·愛》就取得巨大成功，不但成为威尼斯电影节闭幕电影，也是当年兩岸三地年度最賣座電影之一，並贏得多達29個電影獎項。翌年，他執導的《投名狀》及監製的《門徒》，雙雙成為2007年全年最高票房合拍片的首兩席位。《投名狀》在中國票房逾2億人民幣，亞洲區更創下逾4千萬美元的成績，更贏得金馬獎、香港電影金像獎多項大獎。
2009年，创办“我们制作有限公司”，首部作品为陳可辛監製、陳德森執導的《十月圍城》，同样取得票房及奖项的双丰收。2011年，陈可辛首次挑战执导武侠题材电影《武侠》，该片入围第64届戛纳影展非竞赛单元，被《时代周刊》列为年度十佳电影之一，唯在中国内地观众中口碑两极，最终票房仅收1.7亿人民币，未能达到3亿保本线。2012年，其监制的《血滴子》更是票房大败。经过滑铁卢后，陈可辛转为拍摄以真人真事改编的中国现实题材电影，2013年，取材于新东方学校的创业史的電影《中國合伙人》上映，获得中国内地观众热议，该片获第29届中国电影金鸡奖最佳導演獎，為首位获得金鸡奖最佳导演奖的香港導演，也是首位華語電影界大滿貫導演。2014年，改编自“被拐儿童父亲千里寻子”的电影《親愛的》不但收逾三億人民幣的票房，更於中國大陸掀起關注拐賣兒童的話題。2015年5月，公佈其下一套執導作品为改編自首位獲得大滿貫亞洲網球手李娜的傳記電影《獨自·上場》。
2016年，陳可辛与中国电影公司歡喜傳媒集團签约，成为该公司股东导演。同时，陈可辛转为监制多部新生代导演的作品，如曾国祥的《七月与安生》、许宏宇的《喜欢·你》等。2020年，以中国女排为蓝本的《夺冠》，在中国大陆取得8.34亿人民币票房，获得第33届中国电影金鸡奖最佳故事片、最佳编剧、最佳摄影三项大奖。2022年10月，陈可辛宣佈创立泛亚洲制片公司Changin' Pictures。2024年，筹备多年、取材于“酱园弄杀夫案”的电影《酱园弄》，入围第77届戛纳影展非竞赛单元。

## 個人生活
陳可辛的伴侣是香港知名演員吳君如，两人于1997年相识，2004年同居，但並無正式註冊結婚。2006年，两人誕下女兒陳是知。陳可辛透露曾经在吳君如怀孕时向其求婚，但并未成功。

## 電影作品
| 年份   | 電影                            | 職務 | 職務 | 職務 | 備註             | 香港票房      |
| 年份   | 電影                            | 監製 | 導演 | 其他 | 備註             | 香港票房      |
| ------ | ------------------------------- | ---- | ---- | ---- | ---------------- | ------------- |
| 1984   | 快餐車                          | 否   | 否   | 是   | 助理製片         | HK$21,465,013 |
| 1985   | 威龍猛探                        | 否   | 否   | 是   | 副導演           | HK$13,917,612 |
| 1986   | 英雄無淚                        | 是   | 否   | 是   | 助理編劇         | HK$2,833,051  |
| 1987   | 龍兄虎弟                        | 否   | 否   | 是   | 製片             | HK$35,469,408 |
| 1987   | 肝膽相照                        | 否   | 否   | 是   | 策劃             | HK$8,480,443  |
| 1987   | 金燕子                          | 否   | 否   | 是   | 策劃             | HK$9,806,707  |
| 1989   | 神行太保                        | 是   | 否   | 否   |                  | HK$5,945,873  |
| 1990   | 壯志豪情                        | 是   | 否   | 否   |                  | HK$2,749,708  |
| 1990   | 咖喱辣椒                        | 是   | 否   | 否   |                  | HK$15,803,308 |
| 1991   | 雙城故事                        | 是   | 是   | 否   |                  | HK$7,522,932  |
| 1992   | 亞飛與亞基                      | 是   | 否   | 否   |                  | HK$9,883,635  |
| 1993   | 風塵三俠                        | 否   | 是   | 否   | 與李志毅聯合導演 | HK$18,812,349 |
| 1993   | 記得…香蕉成熟時                 | 是   | 否   | 否   |                  | HK$6,098,422  |
| 1993   | 新難兄難弟                      | 是   | 是   | 否   | 與李志毅聯合導演 | HK$21,369,249 |
| 1993   | 搶錢夫妻                        | 否   | 否   | 是   | 電影主題曲主唱   | HK$18,755,974 |
| 1994   | 晚9朝5                          | 是   | 否   | 是   | 聲演訪問者       | HK$10,468,360 |
| 1994   | 金枝玉葉                        | 是   | 是   | 否   |                  | HK$29,131,628 |
| 1994   | 等着你回来                      | 否   | 否   | 是   | 原創故事         | HK$6,001,580  |
| 1994   | 記得...香蕉成熟時II初戀情人     | 是   | 否   | 否   |                  | HK$10,068,32  |
| 1995   | 歡樂時光                        | 是   | 否   | 否   |                  | HK$6,665,118  |
| 1995   | 救世神棍                        | 否   | 否   | 是   | 故事概念         | HK$10,215,100 |
| 1996   | 嫲嫲．帆帆                      | 是   | 是   | 否   |                  | HK$16,243,515 |
| 1996   | 金枝玉葉2                       | 是   | 是   | 是   | 故事             | HK$20,916,798 |
| 1996   | 甜蜜蜜                          | 是   | 是   | 否   |                  | HK$15,557,580 |
| 1999   | 情书                            | 否   | 是   | 否   |                  | HK$871,092    |
| 2000   | 12夜                            | 是   | 否   | 否   |                  | HK$5,672,578  |
| 2001   | 晚孃                            | 否   | 否   | 是   | 出品人           | HK$7,554,750  |
| 2001   | 春逝                            | 是   | 否   | 否   |                  | HK$440,365    |
| 2002   | 結婚証                          | 否   | 否   | 是   | 出品人           | HK$34,850     |
| 2002   | 見鬼                            | 是   | 否   | 否   |                  | HK$13,733,856 |
| 2002   | 三更之回家                      | 否   | 是   | 否   |                  | HK$7,367,895  |
| 2002   | 金雞                            | 是   | 否   | 否   |                  | HK$17,290,173 |
| 2003   | 1:99電影行動 - 2003春天……的回憶 | 否   | 是   | 否   |                  | 未有上映      |
| 2003   | 金雞2                           | 是   | 否   | 否   |                  | HK$9,991,586  |
| 2004   | 見鬼II                          | 是   | 否   | 否   |                  | HK$803,421    |
| 2004   | 三更2之餃子                     | 是   | 否   | 否   |                  | HK$5,904,355  |
| 2005   | 見鬼10                          | 是   | 否   | 否   |                  | HK$7,712,15   |
| 2005   | 如果·愛                         | 是   | 是   | 否   |                  | HK$14,218,402 |
| 2006   | 春田花花同學會                  | 是   | 否   | 否   |                  | HK$10,653,570 |
| 2007   | 門徒                            | 是   | 否   | 否   |                  | HK$26,530,848 |
| 2007   | 投名狀                          | 是   | 是   | 否   |                  | HK$27,919,869 |
| 2009   | 十月圍城                        | 是   | 否   | 否   |                  | HK$16,627,298 |
| 2011   | 神奇俠侶                        | 是   | 否   | 否   |                  | HK$8,220,252  |
| 2011   | 武俠                            | 是   | 是   | 否   |                  | HK$8,052,152  |
| 2012   | 血滴子                          | 是   | 否   | 否   |                  | HK$2,677,177  |
| 2013   | 中國合伙人                      | 是   | 是   | 是   | 出品人           | HK$4,897,014  |
| 2014   | 整容日记                        | 是   | 否   | 否   |                  | HK$278,809    |
| 2014   | 親愛的                          | 是   | 是   | 否   |                  | HK$257,366    |
| 2016   | 七月與安生                      | 是   | 否   | 是   | 出品人           | HK$1,158,421  |
| 2017   | 喜歡·你                         | 是   | 否   | 否   | 出品人           | HK$1,319,871  |
| 2018   | 你好，之華                      | 是   | 否   | 是   | 出品人           | HK$502,998    |
| 2020   | 奪冠                            | 否   | 是   | 否   |                  | HK$7,159,212  |
| 2020   | 一點就到家                      | 是   | 否   | 否   |                  | HK$27,849     |
| 2023   | 長沙夜生活                      | 是   | 否   | 否   |                  |               |
| 2025   | 醬園弄·懸案                     | 是   | 是   | 否   |                  |               |
| 待上映 | 獨自·上場                       | 是   | 是   | 否   |                  |               |

## 獎項

### 華表獎
| 年份 | 頒獎典禮             | 作品       | 獎項           | 結果 |
| ---- | -------------------- | ---------- | -------------- | ---- |
| 2013 | 第15屆中國電影華表獎 | 中國合伙人 | 優秀境外導演獎 | 獲獎 |
| 2016 | 第16屆中國電影華表獎 | 親愛的     | 優秀故事片獎   | 獲獎 |

### 香港電影金像獎
| 年份 | 頒獎典禮             | 作品       | 獎項     | 結果 |
| ---- | -------------------- | ---------- | -------- | ---- |
| 1994 | 第13屆香港電影金像獎 | 風塵三俠   | 最佳導演 | 提名 |
| 1994 | 第13屆香港電影金像獎 | 風塵三俠   | 最佳電影 | 提名 |
| 1995 | 第14屆香港電影金像獎 | 金枝玉葉   | 最佳導演 | 提名 |
| 1995 | 第14屆香港電影金像獎 | 金枝玉葉   | 最佳電影 | 提名 |
| 1997 | 第16屆香港電影金像獎 | 甜蜜蜜     | 最佳電影 | 獲獎 |
| 1997 | 第16屆香港電影金像獎 | 甜蜜蜜     | 最佳導演 | 獲獎 |
| 2003 | 第22屆香港電影金像獎 | 三更       | 最佳導演 | 提名 |
| 2003 | 第22屆香港電影金像獎 | 三更       | 最佳電影 | 提名 |
| 2006 | 第25屆香港電影金像獎 | 如果·愛    | 最佳導演 | 提名 |
| 2006 | 第25屆香港電影金像獎 | 如果·愛    | 最佳電影 | 提名 |
| 2008 | 第27屆香港電影金像獎 | 門徒       | 最佳電影 | 提名 |
| 2008 | 第27屆香港電影金像獎 | 投名狀     | 最佳電影 | 獲獎 |
| 2008 | 第27屆香港電影金像獎 | 投名狀     | 最佳導演 | 獲獎 |
| 2010 | 第29屆香港電影金像獎 | 十月圍城   | 最佳電影 | 獲獎 |
| 2015 | 第34屆香港電影金像獎 | 親愛的     | 最佳電影 | 提名 |
| 2015 | 第34屆香港電影金像獎 | 親愛的     | 最佳導演 | 提名 |
| 2017 | 第36屆香港電影金像獎 | 七月與安生 | 最佳電影 | 提名 |
| 2022 | 第40屆香港電影金像獎 | 奪冠       | 最佳導演 | 提名 |

### 金馬獎
| 年份 | 頒獎典禮     | 作品      | 獎項         | 結果 |
| ---- | ------------ | --------- | ------------ | ---- |
| 1996 | 第33屆金馬獎 | 金枝玉葉2 | 最佳原創歌曲 | 提名 |
| 1996 | 第33屆金馬獎 | 麻麻帆帆  | 最佳影片     | 提名 |
| 1997 | 第34屆金馬獎 | 甜蜜蜜    | 最佳影片     | 獲獎 |
| 2002 | 第39屆金馬獎 | 三更      | 最佳影片     | 提名 |
| 2002 | 第39屆金馬獎 | 三更      | 最佳導演     | 提名 |
| 2006 | 第43屆金馬獎 | 如果·愛   | 最佳導演     | 獲獎 |
| 2006 | 第43屆金馬獎 | 如果·愛   | 最佳影片     | 提名 |
| 2008 | 第45屆金馬獎 | 投名狀    | 最佳導演     | 獲獎 |
| 2008 | 第45屆金馬獎 | 投名狀    | 最佳影片     | 獲獎 |
| 2010 | 第47屆金馬獎 | 十月圍城  | 最佳影片     | 提名 |

### 金雞獎
| 年份 | 頒獎典禮     | 作品       | 獎項       | 結果 |
| ---- | ------------ | ---------- | ---------- | ---- |
| 2013 | 第29屆金雞獎 | 中國合伙人 | 最佳故事片 | 獲獎 |
| 2013 | 第29屆金雞獎 | 中國合伙人 | 最佳導演   | 獲獎 |
| 2020 | 第33屆金雞獎 | 奪冠       | 最佳故事片 | 獲獎 |
| 2020 | 第33屆金雞獎 | 奪冠       | 最佳導演   | 提名 |

### 百花獎
| 年份 | 頒獎典禮             | 作品       | 獎項     | 結果 |
| ---- | -------------------- | ---------- | -------- | ---- |
| 2014 | 第32届大众电影百花奖 | 中國合伙人 | 最佳導演 | 提名 |
| 2014 | 第32届大众电影百花奖 | 中國合伙人 | 最佳影片 | 提名 |
| 2016 | 第32届大众电影百花奖 | 親愛的     | 最佳導演 | 提名 |

### 北京大學生電影節
| 年份 | 頒獎典禮               | 作品    | 獎項               | 結果 |
| ---- | ---------------------- | ------- | ------------------ | ---- |
| 2006 | 第13屆北京大學生電影節 | 如果·愛 | 最受歡迎導演       | 獲獎 |
| 2008 | 第15屆北京大學生電影節 | 投名狀  | 最佳導演           | 提名 |
| 2012 | 第19屆北京大學生電影節 | 武俠    | 最受歡迎導演       | 獲獎 |
| 2014 | 第11屆廣州大學生電影節 | 親愛的  | 最受大學生歡迎導演 | 獲獎 |
| 2015 | 第22屆北京大學生電影節 | 親愛的  | 最佳影片           | 獲獎 |

### 香港電影金紫荊獎
| 年份 | 頒獎典禮               | 作品    | 獎項     | 結果 |
| ---- | ---------------------- | ------- | -------- | ---- |
| 1997 | 第2屆香港電影金紫荊獎  | 甜蜜蜜  | 最佳導演 | 獲獎 |
| 2006 | 第11屆香港電影金紫荊獎 | 如果·愛 | 最佳導演 | 獲獎 |

### 華語電影傳媒大獎
| 年份 | 頒獎典禮               | 作品    | 獎項                   | 結果 |
| ---- | ---------------------- | ------- | ---------------------- | ---- |
| 2003 | 第3屆華語電影傳媒大獎  | 三更    | 最佳導演               | 提名 |
| 2006 | 第6屆華語電影傳媒大獎  | 如果·愛 | 最佳電影               | 提名 |
| 2010 | 第10屆華語電影傳媒大獎 |         | 百家傳媒年度致敬電影人 | 提名 |
| 2015 | 第15屆華語電影傳媒大獎 | 親愛的  | 百家傳媒年度致敬電影人 | 提名 |
| 2015 | 第15屆華語電影傳媒大獎 | 親愛的  | 最佳電影               | 提名 |

### 亞洲電影大獎
| 年份 | 頒獎典禮          | 作品   | 獎項     | 結果 |
| ---- | ----------------- | ------ | -------- | ---- |
| 2008 | 第2屆亞洲電影大獎 | 投名狀 | 最佳電影 | 提名 |
| 2008 | 第2屆亞洲電影大獎 | 投名狀 | 最佳導演 | 提名 |

### 中國電影導演協會
| 年份 | 頒獎典禮                          | 作品       | 獎項             | 結果 |
| ---- | --------------------------------- | ---------- | ---------------- | ---- |
| 2013 | 第5屆中國電影導演協會年度表彰評選 | 中國合伙人 | 年度港台導演     | 獲獎 |
| 2014 | 第6屆中國電影導演協會年度表彰評選 | 親愛的     | 年度特别表彰影片 | 獲獎 |

### 香港電影評論學會大獎
| 年份 | 頒獎典禮                   | 作品       | 獎項     | 結果 |
| ---- | -------------------------- | ---------- | -------- | ---- |
| 1996 | 第3屆香港電影評論學會大獎  | 甜蜜蜜     | 最佳電影 | 獲獎 |
| 1996 | 第3屆香港電影評論學會大獎  | 甜蜜蜜     | 最佳導演 | 獲獎 |
| 2002 | 第9屆香港電影評論學會大獎  | 三更之回家 | 最佳導演 | 獲獎 |
| 2021 | 第27屆香港電影評論學會大獎 | 奪冠       | 最佳導演 | 獲獎 |

### 香港電影導演會年度大獎
| 年份 | 頒獎典禮                    | 作品    | 獎項         | 結果 |
| ---- | --------------------------- | ------- | ------------ | ---- |
| 2005 | 第1屆香港電影導演會年度大獎 | 如果·愛 | 年度傑出導演 | 獲獎 |
| 2007 | 第3屆香港電影導演會年度大獎 | 投名狀  | 年度傑出導演 | 獲獎 |

## 書籍
| 出版日期 | 書名                 | 作者        | 出版社 | ISBN               |
| -------- | -------------------- | ----------- | ------ | ------------------ |
| 2012年   | 《陳可辛．自己的路》 | 李焯桃/主編 | 三聯   | ISBN 9789620431975 |

## 外部連結
- 陳可辛的新浪微博
- 陳可辛在互联网电影资料库（IMDb）上的資料（英文）
- 陳可辛在香港影庫上的簡介
- 陳可辛在豆瓣上的资料（简体中文）
- 陳可辛在时光网上的簡介（简体中文）
- 陳可辛：中文電影資料庫 （页面存档备份，存于）
- 陳可辛：中文電影資料庫 （页面存档备份，存于）